# Irak himnusza
A Mautini (arab írással موطني – Mawṭinī), azaz „Hazám” az Iraki Köztársaság és Palesztina nemzeti himnusza. Szövegét Ibráhím Taukán palesztin költő írta 1934 körül, zenéjét Muhammad Fulajfil szerezte.
2004 óta újra Irak nemzeti himnusza, felváltva az előző, Ard al-Furátajn („A Tigris és az Eufrátesz földje”) című himnuszt, mely 1979–2003 között volt használatos, és sokakat Szaddám Huszein rezsimjére emlékeztet. A dalt Szíria és Algéria is elismeri himnusznak, hogy ezzel is támogassák Palesztina ügyét.
Mawtini

Probléma esetén lásd:Médiafájlok kezelése.
| \| مَــوطِــنِــي مَــوطِــنِــي الجـلالُ والجـمالُ والسَّــنَاءُ والبَهَاءُ فـــي رُبَــاكْ فــي رُبَـــاكْ والحـياةُ والنـجاةُ والهـناءُ والرجـاءُ فــي هـــواكْ فــي هـــواكْ هـــــلْ أراكْ هـــــلْ أراكْ سـالِماً مُـنَـعَّـماً و غانما مكرما سالما منعما و غانما مكرما هـــــلْ أراكْ فـي عُـــلاكْ تبـلُـغُ السِّـمَـاكْ تبـلـغُ السِّـمَاك مَــوطِــنِــي مَــوطِــنِــي الشبابُ لنْ يكِلَّ هَمُّهُ أنْ تستَقِـلَّ أو يَبيدْ نَستقي منَ الـرَّدَى ولنْ نكونَ للعِــدَى كالعَـبـيـــــدْ كالعَـبـيـــــدْ لا نُريــــــدْ لا نُريــــــدْ ذُلَّـنَـا المُـؤَبَّـدا وعَيشَـنَا المُنَكَّـدا لا نُريــــــدْ بـلْ نُعيــــدْ مَـجـدَنا التّـليـدْ مَـجـدَنا التّليـدْ مَــوطِــنــي مَــوطِــنِــي مَــوطِــنِــي مَــوطِــنِــي الحُسَامُ و اليَـرَاعُ لا الكـلامُ والنزاعُ رَمْــــــزُنا رَمْــــــزُنا مَـجدُنا و عـهدُنا وواجـبٌ منَ الوَفا يهُــــــزُّنا يهُــــــزُّنا عِـــــــزُّنا عِـــــــزُّنا غايةٌ تُـشَــرِّفُ و رايـةٌ ترَفـرِفُ يا هَـــنَــاكْ فـي عُـــلاكْ قاهِراً عِـــداكْ قاهِـراً عِــداكْ مَــوطِــنِــي مَــوطِــنِــي \| | mawṭinī mawṭinī al-ǧalālu wa-l-ǧamālu wa-s-sanā'u wa-l-bahā'u fī rubāk fī rubāk wa-l-ḥayātu wa-n-naǧātu wal-hanā'u wa-r-raǧā'u fī hawāk fī hawāk hal arāk hal arāk sālimān munaʿamān wa ġānimān mukarramān hal arāk fī ʿulāk tabluġu s-simāk tabluġu s-simāk mawṭinī mawṭinī aš-šabābu lan yakilla hammahu an yastaqilla aw yabīd, aw yabid nastaqī mina r-radá wa lan nakūna li-l-ʿidā' kālʿabīd, kālʿabīd lā nurīd lā nurīd ḏullanā al-mu'abbada wa ʿayšanā al-munakkada lā nurīd bal nuʿīd maǧdanā t-talīd maǧdanā t-talīd mawṭinī mawṭinī al-ḥusāmu wa-l-yarāʿu lā l-kalām wa-n-nizāʿu ramzunā ramzunā maǧdunā wa ʿahdunā wa wāǧibun ilá l-wafā' yahuzzunā yahuzzunā ʿizzunā ʿizzunā ġāyâtun tušarrifu wa rāyâtun turafrifu yā hanāk fī ʿulāk qāhirān ʿidāk qāhirān ʿidāk mawṭinī mawṭinī | Hazám, hazám! A dicsőség és a szépség, a pompa és a ragyogás Dombjaid közt vagyon, dombjaid közt vagyon. Az élet és a megszabadítás, a boldogság és a remény A levegődben vagyon, a levegődben vagyon. Látlak-e, látlak-e Békésen és jólétben, sikeresen és megtisztelve? Békésen és jólétben, sikeresen és megtisztelve? Látlak-e magasságodban, Amint eléred az Arcturust, eléred az Arcturust? Hazám, hazám! Az ifjak fáradhatatlanul küzdenek érte, hogy függetlenedj, vagy meghalnak. Kortyolunk a pusztulásból, és nem leszünk az ellenségnek Mint a szolgák, mint a szolgák! Nem akarjuk, nem akarjuk Örök szégyenünket és megnyomorított életünket! Nem akarjuk! De visszahozzuk Ősi dicsőségünk, ősi dicsőségünk! Hazám, hazám! A kard és az íróvessző, nem a beszéd és a vita A jelképünk, a jelképünk! Dicsőségünk és eskünk, a hűség kötelessége Hajt minket, hajt minket! Dicsőségünk, dicsőségünk Nemes cél s lobogó zászló. Ó, lásd, magasságodban Legyőzve ellenségeidet, legyőzve ellenségeidet! Hazám, hazám! |
| مَــوطِــنِــي مَــوطِــنِــي الجـلالُ والجـمالُ والسَّــنَاءُ والبَهَاءُ فـــي رُبَــاكْ فــي رُبَـــاكْ والحـياةُ والنـجاةُ والهـناءُ والرجـاءُ فــي هـــواكْ فــي هـــواكْ هـــــلْ أراكْ هـــــلْ أراكْ سـالِماً مُـنَـعَّـماً و غانما مكرما سالما منعما و غانما مكرما هـــــلْ أراكْ فـي عُـــلاكْ تبـلُـغُ السِّـمَـاكْ تبـلـغُ السِّـمَاك مَــوطِــنِــي مَــوطِــنِــي الشبابُ لنْ يكِلَّ هَمُّهُ أنْ تستَقِـلَّ أو يَبيدْ نَستقي منَ الـرَّدَى ولنْ نكونَ للعِــدَى كالعَـبـيـــــدْ كالعَـبـيـــــدْ لا نُريــــــدْ لا نُريــــــدْ ذُلَّـنَـا المُـؤَبَّـدا وعَيشَـنَا المُنَكَّـدا لا نُريــــــدْ بـلْ نُعيــــدْ مَـجـدَنا التّـليـدْ مَـجـدَنا التّليـدْ مَــوطِــنــي مَــوطِــنِــي مَــوطِــنِــي مَــوطِــنِــي الحُسَامُ و اليَـرَاعُ لا الكـلامُ والنزاعُ رَمْــــــزُنا رَمْــــــزُنا مَـجدُنا و عـهدُنا وواجـبٌ منَ الوَفا يهُــــــزُّنا يهُــــــزُّنا عِـــــــزُّنا عِـــــــزُّنا غايةٌ تُـشَــرِّفُ و رايـةٌ ترَفـرِفُ يا هَـــنَــاكْ فـي عُـــلاكْ قاهِراً عِـــداكْ قاهِـراً عِــداكْ مَــوطِــنِــي مَــوطِــنِــي       | | |